# Crisco
Crisco es la marca de una grasa alimentaria producida por The J. M. Smucker Co. popular en los Estados Unidos. Fue introducida en el mercado en junio de 1911 por Procter & Gamble y fue la primera grasa alimentaria hecha completamente de aceite vegetal hidrogenado (enlaces saturados). Desde entonces el término Crisco se utiliza comúnmente en los países anglosajones como sinónimo de grasa alimentaria.

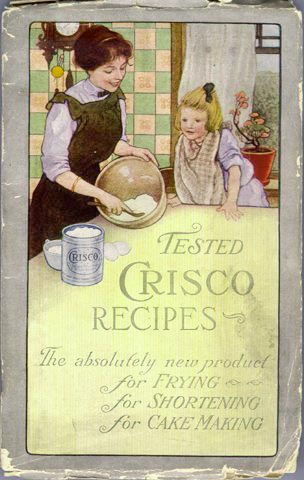
Portada del libro de cocina de Crisco en 1912

## Historia
La hidrogenación de sustancias orgánicas con gas fue descubierta por Paul Sabatier a finales del siglo XIX y aún en forma líquida fue patentada por Normann en 1903. El gerente de Procter & Gamble John Burchenal contrató al químico Edwin C. Kayser, el cual había trabajado para Joseph Crosfield and Sons (los cuales habían adquirido la patente de Normann para producir jabones), que habían patentado dos procesos para la hidrogenación del aceite de semillas de algodón, que asegura que la grasa se mantiene sólida a temperatura ambiente. Sus intentos iniciales fueron para endurecer completamente las grasas y poder usarlas como material prima para fabricar jabones. Después de rechazar el nombre "Cryst" debido a las negativas connotaciones religiosas, el producto fue denominado 'Crisco', como modificación de la frase en inglés "crystallized cottonseed oil".
La técnica de marketing por la cual se regalaban recetas de cocina en la que se usaba el producto derivó en un gran éxito comercial. El aceite vegetal Crisco se comercializó en 1960. En 1976, Procter & Gamble comercializó aceite de girasol bajo el nombre comercial de 'Puritan Oil', que fue puesto en el mercado como una alternativa baja en colesterol. En 1988, 'Puritan Oil' se empezó a producir con aceite de colza 100%.
Procter & Gamble desinvirtió en la marca Crisco (relativo al aceite y grasa alimentaria) (así como en la mantequilla de cacahuete 'Jif') en una técnica empresarial que afectó a sus accionistas, seguida de una inmediata fusión con la compañía J. M. Smucker Co. en 2002.

## Cambios en el contenido graso
En abril del 2004, Smucker introdujo en el mercado "Crisco Zero Grams Per Serving All-Vegetable Shortening," (con grasas trans) que contenía aceite de palma completamente hidrogenado mezclado con grasas vegetales líquidas para producir una grasa alimentaria más parecida al Crisco original. Desde el 24 de enero de 2007, todas las grasas alimentarias Crisco fueron reformuladas para que contuviesen menos de un gramo de grasas trans por ración; razón por la cual la versión introducida en 2004 como libre de grasas trans fue retirada. A 2010, Crisco consiste en una mezcla de aceite de soja, aceite de semilla de algodón completamente hidrogenado y otra parcialmente hidrogenada de semillas de algodón y soja. Según la información nutricional del producto que publica en su etiqueta, una ración de 12 g de Crisco contiene 3 g de grasa saturada, 0 g de grasas trans, 6 g de grasa poliinsaturada, y 2,5 g de grasa monosaturada. Se insiste en que esta nueva formulación de Crisco tiene las mismas propiedades culinarias y sabor que la versión original del producto.
Según las consideraciones de la FDA, "Los productores de alimentación tienen permitido incluir hasta 0,5 g de grasas trans por ración y mantener la denominación 0 (cero) en las información nutricional del producto."
Numerosos nutricionistas argumentan que mientras que la fórmula ha sido cambiada para reducir los ácidos grasos saturados trans, los aceites hidrogenados usados para reemplazarlos son muy malos para la salud. Crisco y los productos bajos en grasas trans similares se forman por la  interesterificación de una mezcla de aceites completamente hidrogenados y otros parcialmente hidrogenados. La composición de los triglicéridos resultantes es importante, y contiene combinaciones de ácidos grasos no hallados en la naturaleza. Un estudio reciente mostraba que la grasa interesterificada aumentó los niveles de azúcar en sangre de los voluntarios en un 20 por ciento mientras que simultáneamente bajó los niveles de colesteroll HDL del cuerpo.

## Kream Krisp
Las patentes de Kayser fueron recogidas en 1910 y concedidas en 1915, y Crisco apareció en los mercados en 1911, Hugh Moore, jefe químico de Berlin Mills Company en Berlin, New Hampshire, presentó sus patentes en 1914 y fueron concedidas en 1914 y 1916, con la marca abreviada en 1915 como Kream Krisp apareciendo en el mercado en 1914. Procter & Gamble se dio cuenta de la competencia en febrero de 1915 y Burchenal contacto a Berlin Mills reclamando sobre el infringimiento de derechos de patentes de P&G y exigiendo una reunión para discutir el asunto. Siendo inexitosos los esfuerzos, P&G abrió una demanda contra Berlin Mills, el litigio se dio a conocer como "Procter and Gamble vs. the Brown Company" (Berlin Mills Co. v. Procter & Gamble Co., 254 U.S. 156 (1920)).
A partir de 1917 the Berlin Mills Co. cambia su nombre por Brown Company.

## En la actualidad
Crisco desde junio de 2002 pertenece a the J.M. Smucker Company